# Sienna Miller
Sienna Rosie Diana Miller (sinh ngày 28 tháng 12 năm 1981) là một nữ diễn viên, người mẫu và nhà thiết kế thời trang người Mỹ gốc Anh. Năm 2008, cô được đề cử một giải BAFTA cho Ngôi sao mới nổi, trong khi vai diễn Tippi Hedren trong bộ phim truyền hình The Girl sản xuất năm 2012 đã mang lại cho cô một đề cử BAFTA cho diễn viên xuất sắc nhất và một Quả cầu vàng. Các bộ phim tiêu biểu cô đã tham gia diễn xuất bao gồm: phim kinh dị Layer Cake (2004), phim hài Alfie (2004), phim tiểu sử Factory Girl (2006), phim tình cảm The Edge of Love (2008) và phim khoa học viễn tưởng quân sự G.I. Joe: The Rise of Cobra (2009). Năm 2014, cô xuất hiện trong hai bộ phim tiểu sử, Foxcatcher và American Sniper - bộ phim cô vào vai Taya Kyle.

## Tuổi thơ
Sinh ra ở New York, tuy nhiên khi chưa đầy một tuổi, Miller đã chuyển đến London cùng gia đình. Mẹ cô, bà Josephine, là một người mẫu Nam Phi gốc Anh. Bố của cô, ông Edwin Miller, là một chủ ngân hàng. Miller có một chị gái, Savannah, và hai em trai cùng cha khác mẹ, Charles và Stephen. Cô theo học ở trường Heathfield Ascot, một trường nội trú ở Ascot và sau này theo học ở trường điện ảnh Lee Strasberg ở New York trong một năm.

## Sự nghiệp điện ảnh
Vào năm 2001, cô tham gia bộ phim đầu tay South Kensington cùng với Rupert Everett và Elle Macpherson, sau đó thủ một vai trong sê ri phim truyền hình Keen Eddie. Năm 2004, Miller có một vai phụ trong bộ phim làm lại Alfie, diễn xuất cùng Jude Law và phim kinh dị Layer Cake. Năm 2005, Miller vào vai nữ đối đầu với Heath Ledger trong bộ phim hài tình cảm Casanova và vai Edie Sedgwick trong Factory Girl, công chiếu ngày 29 tháng 12 năm 2006. Năm 2007, Miller có một vai nhỏ trong bộ phim Stardust của Matthew Vaughn và Camille cùng James Franco.
Năm 2008, Miller xuất hiện trong bộ phim The Edge of Love dựa trên cuốn tiểu thuyết The Mysteries of Pittsburgh của Michael Chabon cùng với Keira Knightley. Năm 2009, Miller xuất hiện trong bộ phim chuyển thể từ bộ truyện tranh cùng tên G.I. Joe: The Rise Of Cobra, vai Phu nhân nam tước. Cô tham gia bộ phim Hippie Hippie Shake của hãng Working Title trong vai Louise Ferrier.
Năm 2012, Miller thủ vai chính trong bộ phim The Girl, một bộ phim của HBO nói về mối quan hệ giữa đạo diễn Alfred Hitchcock và nữ diễn viên Tippi Hedren.
Năm 2014, Miller xuất hiện trong Foxcatcher của đạo diễn Bennet Miller và American Sniper của Clint Eastwood.
Trong năm 2015, cô tham gia 2 bộ phim: High-Rise và Burnt, cô tiếp nhận vai diễn từ Emma Stone sau khi nữ diễn viên này phải tạm xa phim trường từ ngày 15 tháng 2 và sẽ chỉ xuất hiện trong 6 tuần cuối cùng, bắt đầu từ ngày 29 tháng 3. Miller được chọn vào ban hội thẩm cho phần thi chính của Liên hoan phim Cannes 2015. Cô cũng tham gia diễn xuất trong bộ phim Live by Night của Ben Affleck, công chiếu vào cuối năm 2016. Cô xuất hiện bên cạnh Brendan Fraser, Kristen Wiig, Isla Fisher, Lena Headey, Harriet Walter, Anna Kendrick, Felicity Jones, Ross Lynch, Selena Gomez, Amanda Seyfried and Clive Owen trong bộ phim kinh thánh Dawn of Blood.

## Thời trang

### Người mẫu
Trước khi bước chân vào diễn xuất chuyên nghiệp, Miller là một người mẫu ảnh. Cô ký hợp đồng với Tandy Anderson trong lựa chọn người mẫu quản lý London và làm mẫu cho Coca-Cola, Vogue Italy và lịch Pirelli 2003. Miller ký một hợp đồng hai năm với Pepe Jeans London; xuất hiện lần đầu trên tạp chí vào tháng 3 năm 2006 trong chiến dịch quảng cáo quần Jean. Tháng 2 năm 2009, Hugo Boss Fragerances thông báo rằng Miller sẽ là đại sứ mới cho nhãn hiệu nước hoa phụ nữ BOSS Orange.

### Thiết kế thời trang
Năm 2006, Pepe Jeans thông báo rằng Miller sẽ thiết kế trong một bộ sưu tập của họ, dự án này sau đó đã được mở rộng thành một nhãn hiệu thời trang hoàn chỉnh, được gọi là Twenty8Twelve, tên của nó bao gồm ngày sinh của Miller và được hỗ trợ tài chính bởi Pepe Jeans. Bộ sưu tập được Miller thiết kế cùng chị cô Sanvannah, một nhà thiết kế thời trang chuyên nghiệp, được bắt đầu vào tháng 9 năm 2007.

## Hoạt động từ thiện
Miller là đại sứ toàn cầu của Tập đoàn Y tế toàn cầu. Cô đã đến CHDC Công gô vào tháng 4 năm 2009 và viết một blog về trải nghiệm này. Cô cũng thăm Haiti cùng đoàn sau trận động đất năm 2010. Miller cũng làm việc cạnh Global Cool suốt năm 2007 trong chiến dịch thân thiện sinh thái.
Miller là đại sứ cho Quỹ Starlight Children chi nhánh ở Anh với mục đích giúp đỡ trẻ em mắc bệnh hiểm nghèo.

## Đời tư
Miller đính hôn với bạn diễn trong Alfie, Jude Law vào giáng sinh năm 2004. Ngày 8 tháng 6 năm 2005, Law đã công khai xin lỗi với Miller về việc dính dáng tới vú em của các con anh. Miller cũng được cho rằng đã qua lại với Daniel Craig. Sau những tai tiếng trên, cặp đôi chia tay vào tháng 11 năm 2006.
Năm 2008, Miller công khai quan hệ với nam diễn viên Balthazar Getty. Sau đó Miller đã kiện hai tờ báo lá cải ở Anh vì đã công bố những bức ảnh thân mật của cô và Getty.
Law và Miller được cho là đã hàn gắn mối quan hệ của họ sau đêm diễn ở Broadway vào cuối năm 2009. Họ cùng nhau đón giáng sinh ở Barbados, cùng với ba đứa con của Law. Tuy nhiên tháng 2 năm 2011, cặp đôi thông báo sẽ chia tay.
Cô bắt đầu hẹn hò với nam diễn viên Tom Sturridge từ năm 2011 tới năm 2015. Ngày 7 tháng 7 năm 2012, họ chào đón con gái đầu lòng, tên Marlowe Ottoline Layng Sturridge.
Mẹ kế của Miller, Kelley Hoppen, là một nhà thiết kế nội thất và một doanh nhân thành đạt.

### Scandal bị hack điện thoại
Theo như tòa án vào tháng 5 năm 2011, Miller đã chấp nhận mức bồi thường 100.000 bảng Anh từ tờ News of the World sau khi tờ báo này thừa nhận đã hack điện thoại của cô.

## Các phim đã tham gia

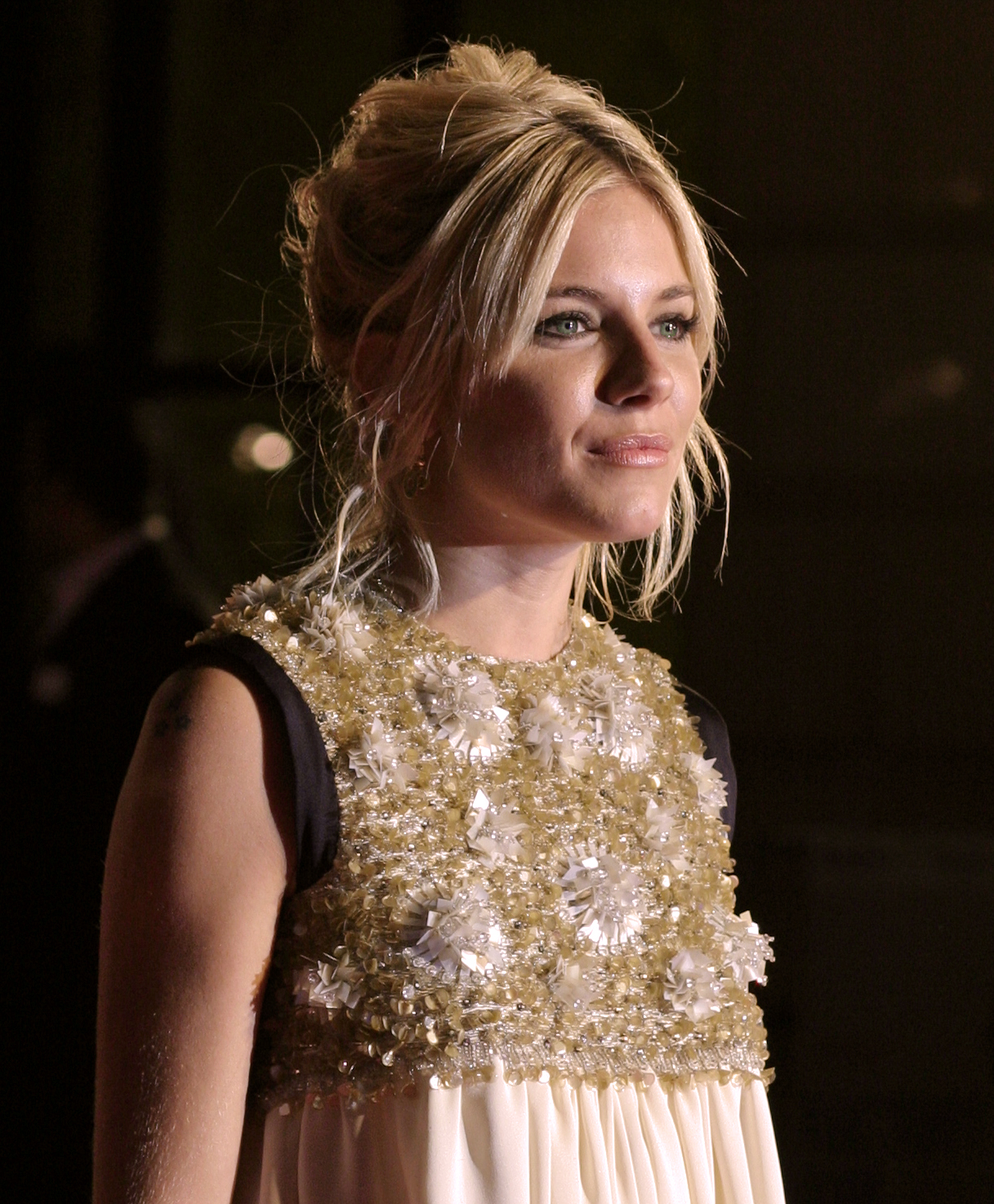
Miller trong một show diễn thời trang quân đội vào năm 2008

| Năm  | Phim                        | Vai diễn                                       | Ghi chú       |
| ---- | --------------------------- | ---------------------------------------------- | ------------- |
| 2001 | South Kensington            | Sharon                                         |               |
| 2002 | High Speed                  | Savannah                                       |               |
| 2002 | The Ride                    | Sara                                           |               |
| 2004 | Layer Cake                  | Tammy                                          |               |
| 2004 | Alfie                       | Nikki                                          |               |
| 2005 | Casanova                    | Francesca Bruni                                |               |
| 2006 | Factory Girl                | Edie Sedgwick                                  |               |
| 2007 | Interview                   | Katya                                          |               |
| 2007 | Stardust                    | Victoria                                       |               |
| 2008 | Camille                     | Camille Foster                                 |               |
| 2008 | The Mysteries of Pittsburgh | Jane Bellwether                                |               |
| 2008 | A Fox's Tale                | Darcey (Lồng tiếng)                            |               |
| 2008 | The Edge of Love            | Caitlin Macnamara                              |               |
| 2009 | G.I. Joe: The Rise of Cobra | Ana Lewis / Anastascia DeCobray / The Baroness |               |
| 2009 | The September Issue         | Chính cô                                       | Phim tài liệu |
| 2012 | Nous York                   | Movie star                                     |               |
| 2012 | Two Jacks                   | Diana                                          |               |
| 2012 | Just like a Woman           | Marilyn                                        |               |
| 2012 | Yellow                      | Xanne                                          |               |
| 2013 | A Case of You               | Sarah                                          |               |
| 2014 | Foxcatcher                  | Nancy Schultz                                  |               |
| 2014 | American Sniper             | Taya Renae Kyle                                |               |
| 2015 | Unfinished Business         | Chuck Portnoy                                  |               |
| 2015 | Mississippi Grind           | Simone                                         |               |
| 2015 | High-Rise                   | Charlotte Melville                             |               |
| 2015 | Black Mass                  | Catherine Greig                                | Cảnh đã xóa   |
| 2015 | Burnt                       | Helene                                         |               |
| 2016 | The Lost City of Z          | Nina Fawcett                                   |               |
| 2016 | Live by Night               | Emma Gould                                     |               |
| 2017 | An Imperfect Murder         | Vera Lockman                                   |               |
| 2018 | The Catcher Was a Spy       | Estella Huni                                   |               |
| 2018 | Người đàn bà Mỹ             | Deborah Callahan                               |               |
| 2019 | 21 cây cầu                  | Frankie Burns                                  |               |
| 2020 | Wander Darkly               | Adrienne                                       |               |
| TBA  | Đường chân trời             | TBA                                            | Đang ghi hình |

| Năm       | Tên                        | Vai diễn          | Ghi chú                   |
| --------- | -------------------------- | ----------------- | ------------------------- |
| 2002      | The American Embassy       | Babe              | Tập: "Long Live the King" |
| 2002      | Bedtime                    | Stacey            | 4 tập                     |
| 2003–2004 | Keen Eddie                 | Fiona Bickerton   | Vai chính                 |
| 2009      | Top Gear                   | Chính cô          | 2 tập                     |
| 2012      | The Girl                   | Tippi Hedren      | Phim truyền hình          |
| 2012      | Just Like a Woman          | Marilyn           | Phim truyền hình          |
| 2019      | The Loudest Voice          | Beth Ailes        | Sê-ri nhỏ                 |
| 2022      | Anatomy of a Scandal       | Sophie Whitehouse | Vai chính                 |
| 2022      | Chivalry                   | Lark              | Vai chính                 |
| 2022      | My Life as a Rolling Stone | Người dẫn chuyện  | Sê-ri tài liệu            |
| TBA       | Extrapolations             | Rebecca Shearer   | Sê-ri sắp tới             |

## Giải thưởng
| Năm  | Giải thưởng                                          | Hạng mục                                     | Phim              | Kết quả   |
| ---- | ---------------------------------------------------- | -------------------------------------------- | ----------------- | --------- |
| 2007 | Environmental Media Awards                           | EMA Futures Award                            |                   | Đoạt giải |
| 2007 | Independent Spirit Awards                            | Best Female Lead                             | Interview         | Đề cử     |
| 2007 | London Film Critics Circle Awards                    | British Actress of the Year                  | Interview         | Đề cử     |
| 2007 | Glamour Award                                        | Film Actress                                 |                   | Đoạt giải |
| 2008 | BAFTA                                                | Rising Star Award                            |                   | Đề cử     |
| 2008 | BIFA Award                                           | Best Supporting Actress                      | The Edge of Love  | Đề cử     |
| 2009 | ShoWest Awards                                       | Best Supporting Actress                      | The Edge of Love  | Đoạt giải |
| 2012 | Festival de la Fiction TV de La Rochelle             | Best Actress                                 | Just Like a Woman | Đoạt giải |
| 2012 | Golden Globe Award                                   | Best Actress – Miniseries or Television Film | The Girl          | Đề cử     |
| 2012 | BAFTA TV Award                                       | BAFTA TV Award for Best Actress              | The Girl          | Đề cử     |
| 2013 | Critics' Choice Television Award                     | Best Movie/Miniseries Supporting Actress     | The Girl          | Đề cử     |
| 2015 | Denver Film Critics Society Awards                   | Best Supporting Actress                      | American Sniper   | Đề cử     |
| 2015 | Central Ohio Film Critics Association Awards         | Best Ensemble                                | Foxcatcher        | Đề cử     |
| 2019 | FCAD Deauville, France American Film Festival Awards | Film Talent Award                            | American Woman    | Đoạt giải |
| 2019 | SCAD Savannah, Georgia Film Festival Awards          | Film Talent Award                            | American Woman    | Đoạt giải |
| 2020 | Television Humanitarian Awards, Creative Coalition   | Global Ambassador IMC                        |                   | Đoạt giải |

## Nhà hát
| Năm  | Tiêu đề               | Vai diễn                        | Chú thích                           |
| ---- | --------------------- | ------------------------------- | ----------------------------------- |
| 2005 | As You Like It        | Celia                           | Nhà hát Wyndham, West End           |
| 2009 | After Miss Julie      | Cô Julie                        | Nhà hát American Airlines, Broadway |
| 2011 | Flare Path            | Patricia                        | Nhà hát Royal Haymarket, West End   |
| 2015 | Cabaret               | Sally Bowles Sự thay thế thứ ba | Phòng thu 54, Broadway              |
| 2017 | Cat on a Hot Tin Roof | Margaret                        | Nhà hát Apollo, West End            |